# Edward Young

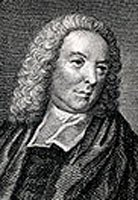
Edward Young, ilustración de 1779

Edward Young (Upham, 3 de julio de 1683-Welwyn, 5 de abril de 1765) fue un poeta inglés del Prerromanticismo, recordado especialmente por su obra Night Thoughts (Lamento nocturno, Madrid: Julián Viana Rozola, 1828). Fue uno de los poetas de cementerio.

## Vida
Hijo de un rector de Upham que fue luego deán de Salisbury, estudió en un colegio de Winchester y antes incluso de abandonar el All Souls College de Oxford en 1719, había ya comenzado una carrera de poeta cortesano con una «Epistle to... Lord Lansdoune", 1713, seguida de un "Poem on the Last Day", 1713) dedicado a la reina Ana. Escribió luego The Force of Religion: or Vanquished Love («La fuerza de la Religión o El amor vencido», 1714), poema sobre la ejecución de Jane Grey y su marido dedicado a la condesa de Salisbury, y una epístola a Joseph Addison On the late Queen’s Death and His Majesty’s Accession to the Throne («Sobre la muerte de la Reina y el advenimiento de su majestad al trono», 1714), en la que se esfuerza en felicitar a Guillermo de Orange, nuevo rey Guillermo III de Inglaterra.
Multiplicó hasta pasados los ochenta años los poemas cortesanos laudatorios, poniéndose al servicio de grandes y ministros, buscando pensiones, empleos y beneficios, pero siempre con pobres resultados. El excesivo tono y cantidad de esta producción desentona profundamente con el resto de su obra, de forma que el mismo autor la suprimió de la edición de sus Obras. 
Fuera de estos poemas de circunstancias, escribió dos tragedias, Busiris, interpretada con éxito en Drury Lane en 1719, y La Venganza, imitada del Othello (1721), que pasa por ser uno de los mejores dramas ingleses de su tiempo y fue dedicada a Wharton, a quien había acompañado a Dublín en 1717 y que le prometió dos pensiones de cien libras y una suma de 600 en consideración de sus trabajos en fomentar su elección parlamentaria. Young rehusó dos puestos en Oxford y renunció a la pensión perpetua que le ofrecía la marquesa de Exeter a cambio del puesto de preceptor de su hijo. Cuando Wharton faltó a sus compromisos, Young lamentó su caso ante el canciller Hardwicke en 1740 y obtuvo la pensión, pero no las 600 libras.
Entre 1725 y 1728 Young publicó siete sátiras morales al estilo de Pope dedicadas al Duque de Dorset, George Bubb Dodington, Spencer Compton, Elizabeth Germain y Robert Walpole, publicadas bajo el título Love of Fame, the Universal Passion («El amor de la fama, pasión universal», Londres, 1725-1728, 2 vols.); este poema no es indigno de su tema y abunda en pasajes vigorosos, habiendo merecido los elogios de Samuel Johnson. Los beneficios de este escrito le permitieron resarcirse de la crisis económica de 1720. En 1726 Young recibió una pensión anual de 200 libras de Walpole, pero continuó hasta el fin de sus días pidiendo un cargo, aunque el rey consideraba su retribución como apropiada. El mecenato por entonces era una costumbre en vías de desaparición y por eso parece anacrónico y fuera de lugar su búsqueda obstinada de retribución a cambio de su trabajo como poeta, autor dramático y carrera eclesiástica y siempre se consideró un amargado al que no habían apreciado lo suficiente, lo cual no le impidió escribir que «los falsos elogios son la prostitución de la pluma».
Cerca de la cincuentena, Young decidió entrar en el orden sacerdotal; se le señaló que en sus años mozos había estado no poco lejos de ser un espejo de moralidad y religión, pero su amistad con el duque de Wharton y Dodington no hizo nada por mejorar su reputación. Pope tenía probablemente razón al decir que «poseía mucho genio sublime, pero sin sensatez, de manera que su genio, sin guía, estaba perpetuamente expuesto a degenerar en el seno de la afectación», por más que «contara con un corazón excelente que le permitía sostener, una vez que lo hubiera asumido, un carácter eclesiástico en principio decente y además con honor.»
En 1728 Young obtuvo el cargo de capellán y Limosnero Real de Jorge III y además un curato en Welwyn (1730). Casado en 1731 con Elizabeth Lee, con una hija de un anterior matrimonio con Francis Lee casada con Henry Temple, falleció en Lyon el 8 de octubre de 1736 en camino hacia Niza, seguida de su marido y su madre en 1740. Como Elizabeth Temple era protestante, rehusó enterrarla en el cementerio católico y se hizo en el de la colonia suiza. Estos golpes del destino propiciaron la creación de Night thoughts (Lamento nocturno), su poema más célebre dividido en nueve noches y publicado entre 1742 y 1746, aunque después muy reimpreso. Es un poema lúgubre, religioso, moral y novelesco, donde parece encontrarse un cristianismo sincero y un satírico de la escuela de Pope, hábil en manejar las antítesis, además de una declamación sentimental y una gran abundancia de libres imágenes. La inmortalidad del alma, la verdad del cristianismo, la necesidad de una vida religiosa y moral, tales son los temas que en esta obra desarrolla Young y se esfuerza en presentar en una nueva y renovada forma desnuda de tradición precedente. Declara en el prólogo que el tema e incidentes de la obra son reales. Filandro y Narciso han sido identificados con Henry y Elizabeth Temple. Se ha sugerido también que Filandro representaba a Thomas Tickell, viejo amigo de Young muerto tres meses después que su mujer. Algunos han querido ver relación entre el infiel Lorenzo y el hijo de Young, pero este no tenía más que ocho años en el momento de aparición de la obra.

## Obras

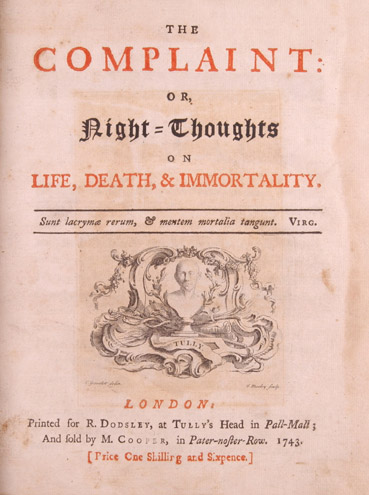
Portada de las Noches de Young, Londres, 1743

Escribió tragedias, como Busiris, o La venganza.
Su obra más conocida es el poema Night Thoughts (1742-1745), título traducido al español como Las Noches, Pensamientos nocturnos o, simplemente, Noches. Esta obra está cargada de meditaciones fúnebres.
Esta obra despertó una admiración entusiasta. Popularizó en Europa el tema sepulcral, la noche y la Luna, que influyó notablemente en los románticos. En él viven y laten la melancolía, la fe, los pensamientos filosóficos y el amor y el dolor de su hija muerta.
En España, José Cadalso siguió la moda con sus Noches lúgubres (p. 1789, 1790) y tradujeron sus obras los canónigos Cristóbal Cladera (Juicio final. Poema Madrid: Imprenta de Don Joseph Doblado, 1785), Juan Escóiquiz Morata (Las noches, 1789) y Antonio Schwager (El sábio en la soledad o meditaciones religiosas sobre diversos asuntos, Madrid: En la Oficina que fue de García, 1819)